# Иов (приток Лобвы)
Иов (на картах XVIII века встречаются названия Йов, Йовья, Айевв, Йева, Елва) — река в России, протекает по Свердловской области. Исток реки находится на северном склоне горы Серебрянский Камень (Северный Урал). Устье реки находится в 183 км по левому берегу реки Лобва. Длина реки составляет 32 км. Принимает реки Полудневая, Северный Иов, Серебрянка 3-я и Ёкшер.
Система водного объекта: Лобва → Ляля → Сосьва → Тавда → Тобол → Иртыш → Обь → Карское море.

## Гидроним
На картах XVIII века левый приток Лобвы именуется по-разному: Йов, Йовья, Айевв, Йева, Елва. Форму Елва сопоставляют с коми йӧв, йӧл — «молоко». В дальнейшем нетипичная для русского языка форма с двумя гласными звуками вытеснила коми.

## Данные водного реестра
По данным государственного водного реестра России относится к Иртышскому бассейновому округу, водохозяйственный участок реки — Тавда от истока и до устья, без реки Сосьва от истока до водомерного поста у деревни Морозково, речной подбассейн реки — Тобол. Речной бассейн реки — Иртыш.
Код объекта в государственном водном реестре — 14010502512111200010973.